# .nc
.nc (фр.  Nouvelle-Calédonie) — национальный домен верхнего уровня для Новой Каледонии. Доступна регистрация имён второго и третьего уровня юридическими лицами, расположенными на территории Новой Каледонии в соответствии с требованиями, предъявляемыми к регистрируемым доменам. Управляется компанией Domaine NC —  Новая Каледония.
Возникновение споров по доменным именам регулируется правилами, принятыми в ICANN (Internet Corporation for Assigned Names and Numbers).
На начало 2014 года зарегистрировано до 164 000 доменов в доменной зоне .nc.
Национальный домен верхнего уровня — NC используется как национальный домен верхнего уровня в стандартах административно-территориального деления территории государства ISO 3166 — (ISO 3166-1, ISO 3166-2, ISO 3166-2:NC) в качестве кода Alpha2, образующего основу геокода административно-территориального деления Новой Каледонии.

Также домен верхнего уровня — NC — используется в качестве дополнительного двухбуквенного геокода Новой Каледонии как административно-территориальной единицы административно-территориального деления Франции.

## Требования к регистрируемым доменам
Домены, регистрируемые в доменной зоне .nc, должны соответствовать требованиям, предъявляемым регистратором к доменам второго или третьего уровня. Регистрация доменов .nc осуществляется для юридических лиц, организаций, компаний, предпринимателей-физических лиц и резидентов, осуществляющих свою деятельность на территории Новой Каледонии, в количестве не более 5 доменов на одно юридическое лицо.

Физические лица, постоянно проживающие на территории Новой Каледонии на протяжении более 6 месяцев, имеют право на регистрацию одного домена 3 уровня в доменной зоне — .nom.nc.

Домены, регистрируемые в доменной зоне .nc, должны соответствовать требованиям, предъявляемым регистратором к доменам третьего уровня.

- Минимальная длина имени домена — 3 символа.
- Максимальная длина имени домена, не учитывая количество символов домена .nc, .nom.nc, .asso.nc, не более — 63 символов.
- Максимальная длина части имени, разделённых сепараторами, — не более 63 символов.
- Общая длина имени домена, учитывая домен, .nc, .nom.nc, .asso.nc, — не более 250 символов.
- Имя домена может состоять из букв латинского алфавита (a-z), цифр (0-9) и тире (—, -).
- Имя домена не может начинаться или заканчиваться символом тире (—, -).
- Имя домена в зоне .nom.nc должно состоять из ФИО владельца домена, между частями имени допустимо применять один делитель тире — (—, -).
- Одиночные ФИО (пример — Jean Dupont), могут быть написаны двумя вариантами – (jean-dupont.nom.nc, dupont-jean.nom.nc).
- Двойные ФИО (пример — Jean Pierre Dupont), могут быть написаны двумя вариантами – (jeanpierre-dupont.nom.nc или jean-pierredupont.nom.nc).
- Имена доменов в зоне .asso.nc должны полностью или частично соответствовать названию, аббревиатуре, акрониму названия ассоциации.

## Зарезервированные имена
Статистика зарезервированных имён доменов:
- совпадающих с названиями городов, населённых пунктов — 214 имён;
- совпадающих с названиями районов Новой Каледонии — 27 имён;
- связанных с военным делом — 207 имён;
- совпадающих с названиями программ, поисковых сервисов, фирм-производителей, торговых марок, названий радиоэлектронных средств — 22 имени;
- связанных с государством и властью — 239 имён;
- совпадающих с именами международных доменов верхнего уровня — 23 имени;
- совпадающих названиями фауны Новой Каледонии — 10 имён;
- связанных с преступными деяниями — 263 имени;
- связанных с религией, вероисповеданием — 143 имени;
- связанных с эротикой, сексом, порнографией — 67 имён;
- совпадающих с названиями народностей, племён — 397 имён;
- связанных с организационными структурами, понятиями — 62 имени;
- связанных с наркотиками, наркологией, запрещённой медицинской деятельностью — 122 имени;
- связанных с информационными технологиями, протоколами передачи данных, форматами файлов — 103 имени;
- связанных с профессиями — 110 имён;
- совпадающих с названиями государств, частей света — 259 имён;
- совпадающих с названиями интернет-организаций — 17 имён;
- совпадающих с названиями международных организаций — 42 имени;
- совпадающих с названиями местности — 4 имени.

## Домены 1 уровня
Категории доменов верхнего уровня Новой Каледонии
| Домен    | Регламентированные пользователи                      |
| -------- | ---------------------------------------------------- |
| .nc      | Основной домен первого уровня                        |
| .asso.nc | Ассоциации Новой Каледонии.                          |
| .nom.nc  | Физические лица, резиденты Франции, Новой Каледонии. |